# Боскето (Ферара)
Боскето (итал. Boschetto) је насеље у Италији у округу Ферара, региону Емилија-Ромања.
Према процени из 2011. у насељу је живело 19 становника. Насеље се налази на надморској висини од 4 м.